# Euro Hockey Challenge 2013
Die Euro Hockey Challenge 2013 war die dritte Austragung des von der Internationalen Eishockey-Föderation IIHF organisierten gleichnamigen Wettbewerbs. Der Wettbewerb begann am 5. April 2013 und endete am 20. April 2013. Die Spiele der inoffiziellen Eishockey-Europameisterschaft dienten für die Nationalmannschaften als Vorbereitung auf die Weltmeisterschaft in Finnland und Schweden im Jahr 2013.

## Teilnehmer
Teilnahmeberechtigt waren die besten zwölf europäischen Mannschaften der IIHF-Weltrangliste.
Für die Austragung 2013 waren dies:  Schweden,  Finnland,  Norwegen,  Tschechien,  Schweiz,  Belarus,  Slowakei,  Dänemark,  Russland,  Deutschland,  Frankreich,  Lettland

## Modus
Gespielt wird im Drei-Punkte-System, das heißt für einen Sieg bekommt die jeweilige Mannschaft drei Punkte, bei einem Overtime-Sieg zwei Punkte, bei einer Niederlage nach Verlängerung einen Punkt. Pro Saison bestritt jedes Team sechs Spiele.
Während des Turniers spielt jede Mannschaft sechs Spiele. Zwischen zwei Mannschaften werden in der Regel jeweils zwei Spiele innerhalb von zwei oder drei Tagen in einem Land gespielt. Alle Spiele werden in eine Tabelle aufgenommen.
Gemäß der IIHF-Weltrangliste werden die zwölf Nationen in drei Pools eingeteilt. Dabei bildeten die ersten drei Teams Pool A, die nächsten drei Teams Pool B, die nächsten Pool C und die drei letzten Teams Pool D. Der Modus sah vor, dass eine Mannschaft aus Pool A gegen die drei Mannschaften des Pools C spielt und eine Mannschaft aus Pool C gegen die drei Mannschaften aus Pool A. Eine Mannschaft aus Pool B spielt gegen die Mannschaften aus Pool D und vice versa.
| Pool A - Russland - Finnland - Frankreich | Pool B - Tschechien - Schweden - Belarus | Pool C - Norwegen - Schweiz - Dänemark | Pool D - Slowakei - Deutschland - Lettland |

## Turnierverlauf

### 1. Spieltag
| 5. April 2013 20:15 Uhr | Schweiz | 2:1 (1:0, 0:1, 1:0) Spielbericht | Russland | BCF-Arena, Freiburg im Üechtland Zuschauer: 4.836 |

| 6. April 2013 17:50 Uhr | Schweiz | 4:3 (1:1, 0:0, 3.2) Spielbericht | Russland | Eishalle Deutweg, Winterthur Zuschauer: 3.100 |

| 3. April 2013 19:00 Uhr | Dänemark | 1:3 (0:0, 1:2, 0:1) Spielbericht | Finnland | Skøjtehal, Gentofte Zuschauer: 1.010 |

| 4. April 2013 20:00 Uhr | Dänemark | 0:7 (0:2, 0:2, 0:3) Spielbericht | Finnland | Vestfyen Arena, Odense Zuschauer: 2.368 |

| 3. April 2013 17:30 Uhr | Tschechien | 4:3 (2:0, 0:2, 2:1) Spielbericht | Lettland | Zimní stadion Jana Marka, Jindřichův Hradec Zuschauer: 4.000 |

| 4. April 2013 18:15 Uhr | Tschechien | 1:0 (1:0, 0:0, 0:0) Spielbericht | Lettland | Zimní stadion Jana Marka, Jindřichův Hradec Zuschauer: 3.069 |

| 3. April 2013 19:00 Uhr | Schweden | 6:1 (2:0, 2:1, 2:0) Spielbericht | Slowakei | Arena, Oskarshamn Zuschauer: 3.383 |

| 5. April 2013 19:30 Uhr | Schweden | 5:1 (1:1, 0:0, 4:0) Spielbericht | Slowakei | Vida Arena, Växjö Zuschauer: 4.318 |

| 5. April 2013 18:00 Uhr | Belarus | 4:3 n. P. (1:1, 1:1, 1:1, 0:0, 1:0) Spielbericht | Deutschland | Sportpalast, Minsk Zuschauer: 8.500 |

| 6. April 2013 16:00 Uhr | Belarus | 4:2 (0:0, 2:0, 2.2) Spielbericht | Deutschland | Sportpalast, Salihorsk Zuschauer: 2.000 |

| 4. April 2013 20:00 Uhr | Frankreich | 2:4 (0:1, 1:3, 1:0) Spielbericht | Norwegen | Patinoire Charlemagne, Lyon Zuschauer: 3.575 |

| 5. April 2013 20:00 Uhr | Frankreich | 3:7 (1:1, 0:3, 2:3) Spielbericht | Norwegen | Patinoire Polesud, Grenoble Zuschauer: 3.500 |

### 2. Spieltag
| 12. April 2013 19:30 Uhr | Dänemark | 0:3 (0:0, 0:1, 0:2) Spielbericht | Russland | Gigantium, Aalborg Zuschauer: 2.936 |

| 13. April 2013 17:00 Uhr | Dänemark | 3:2 n. V. (2:1, 0:1, 0:0, 1:0) Spielbericht | Russland | Skøjte Arena, Rodovre Zuschauer: 1.937 |

| 12. April 2013 19:00 Uhr | Norwegen | 3:1 (0:0, 0:1, 3:0) Spielbericht | Finnland | Kristins Hall, Lillehammer Zuschauer: 1.542 |

| 13. April 2013 16:00 Uhr | Norwegen | 1:5 (1:2, 0:2, 0:1) Spielbericht | Finnland | Kristins Hall, Lillehammer Zuschauer: 1.571 |

| 12. April 2013 20:15 Uhr | Deutschland | 1:3 (0:1, 1:2, 0:0) Spielbericht | Tschechien | Donau-Arena, Regensburg Zuschauer: 3.650 |

| 13. April 2013 17:00 Uhr | Deutschland | 1:3 (0:0, 1:2, 0:1) Spielbericht | Tschechien | Netzsch-Arena, Selb Zuschauer: 4.059 |

| 7. April 2013 16:00 Uhr | Lettland | 1:2 (0:0, 0:0, 1:2) Spielbericht | Schweden | Arena, Riga Zuschauer: 3.835 |

| 8. April 2013 18:30 Uhr | Lettland | 0:6 (0:1, 0:3, 0:2) Spielbericht | Schweden | Arena, Riga Zuschauer: 2.928 |

| 12. April 2013 18:00 Uhr | Belarus | 0:3 (0:0, 0:2, 0:1) Spielbericht | Slowakei | Eissportpalast, Schlobin Zuschauer: 2.100 |

| 13. April 2013 16:00 Uhr | Belarus | 4:3 (2:0, 1:1, 1:2) Spielbericht | Slowakei | Arena, Babrujsk Zuschauer: 5.860 |

| 12. April 2013 19:45 Uhr | Schweiz | 6:1 (2:0, 1:1, 3:0) Spielbericht | Frankreich | Patinoire de Malley, Lausanne Zuschauer: 2.922 |

| 13. April 2013 20:15 Uhr | Schweiz | 1:3 (1:0, 0:0, 0:3) Spielbericht | Frankreich | Patinoire du Voyeboeuf, Porrentruy Zuschauer: 2.633 |

### 3. Spieltag
| 19. April 2013 19:00 Uhr | Norwegen | 3:2 (1:0, 1:1, 1:1) Spielbericht | Russland | DNB Arena, Stavanger Zuschauer: 3.024 |

| 20. April 2013 16:00 Uhr | Norwegen | 0:2 (0:0, 0:1, 0:1) Spielbericht | Russland | DNB Arena, Stavanger Zuschauer: 3.222 |

| 18. April 2013 17:30 Uhr | Finnland | 2:1 (0:1, 2:0, 0:0) Spielbericht | Schweiz | Porin jäähalli, Pori Zuschauer: 4.145 |

| 19. April 2013 17:30 Uhr | Finnland | 4:5 n. P. (1:1, 1:1, 2:2, 0:0, 0:1) Spielbericht | Schweiz | Ritari-areena, Hämeenlinna Zuschauer: 4.618 |

| 18. April 2013 18:00 Uhr | Tschechien | 2:3 (1:0, 1:1, 0:2) Spielbericht | Slowakei | Tipsport Arena, Prag Zuschauer: 5.148 |

| 20. April 2013 19:00 Uhr | Slowakei | 3:0 (0:0, 1:0, 2:0) Spielbericht | Tschechien | Slovnaft Arena, Bratislava Zuschauer: 9.890 |

| 20. April 2013 14:15 Uhr | Deutschland | 0:8 (0:6, 0:2, 0:0) Spielbericht | Schweden | Königpalast, Krefeld Zuschauer: 5.500 |

| 21. April 2013 14:45 Uhr | Deutschland | 5:2 (1:2, 2:0, 2:0) Spielbericht | Schweden | Eissporthalle, Frankfurt am Main Zuschauer: 3.152 |

| 19. April 2013 19:30 Uhr | Lettland | 0:3 (0:2, 0:1, 0:0) | Belarus | Arena, Riga Zuschauer: 3.636 |

| 20. April 2013 17:00 Uhr | Lettland | 4:1 (1:0, 2:1, 1:0) Spielbericht | Belarus | Arena, Riga Zuschauer: 3.228 |

| 19. April 2013 20:00 Uhr | Frankreich | 2:5 (0:1, 0:3, 2:1) Spielbericht | Dänemark | Patinoire de Caen la mer, Caen Zuschauer: 1.000 |

| 20. April 2013 21:00 Uhr | Frankreich | 2:3 n. P. (2:0, 0:1, 0:1, 0:0, 0:1) Spielbericht | Dänemark | Coliséum, Amiens Zuschauer: 2.017 |

### Tabelle
| Pl. |             | Sp | S | OTS | OTN | N | Tore  | Punkte |
| --- | ----------- | -- | - | --- | --- | - | ----- | ------ |
| 1.  | Schweden    | 6  | 5 | 0   | 0   | 1 | 29:08 | 15     |
| 2.  | Finnland    | 6  | 4 | 0   | 1   | 1 | 22:11 | 13     |
| 3.  | Norwegen    | 6  | 4 | 0   | 0   | 2 | 18:15 | 12     |
| 4.  | Tschechien  | 6  | 4 | 0   | 0   | 2 | 13:11 | 12     |
| 5.  | Schweiz     | 6  | 3 | 1   | 0   | 2 | 19:14 | 11     |
| 6.  | Belarus     | 6  | 3 | 1   | 0   | 2 | 16:15 | 11     |
| 7.  | Slowakei    | 6  | 3 | 0   | 0   | 3 | 14:17 | 9      |
| 8.  | Russland    | 6  | 2 | 0   | 1   | 3 | 13:12 | 7      |
| 9.  | Dänemark    | 6  | 1 | 2   | 0   | 3 | 12:19 | 7      |
| 10. | Deutschland | 6  | 1 | 0   | 1   | 4 | 12:24 | 4      |
| 11. | Frankreich  | 6  | 1 | 0   | 1   | 4 | 13:26 | 4      |
| 12. | Lettland    | 6  | 1 | 0   | 0   | 5 | 08:17 | 3      |

Abkürzungen: Pl. = Platz, Sp = Spiele, S = Siege, OTS = Siege nach Verlängerung (Overtime) oder Penaltyschießen, OTN = Niederlagen nach Verlängerung oder Penaltyschießen, N = Niederlagen